# ترافشارش

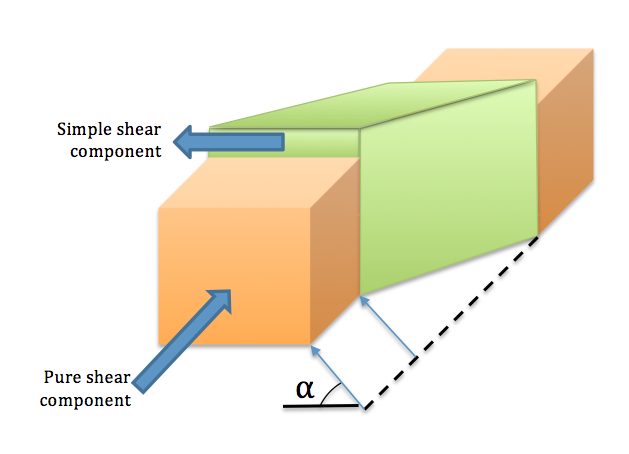
مدل ساده ترافشارش: منطقه لغزش که همزمان عرض را کم کرده و باعث بالا رفتن فشار عمودی می‌شود.

در زمین‌شناسی، تَرافشارش نوعی تغییر شکل گسل امتدادلغز است که از برش منحرف شده‌است.

## منطقه‌های ترافشارشی
- رشته‌کوه آلتای